# Villanovilla
Villanovilla (en aragonés Villanoviella) es una localidad española perteneciente al municipio de Jaca, en la Jacetania, provincia de Huesca, Aragón.

## Geografía
Villanovilla se encuentra enclavada en la zona inferior del valle del río Ijuez, afluente del río Aragón, en la Garcipollera.

## Historia
A diferencia de otras localidades del valle, su casco urbano fue reservado en propiedad por sus vecinos, cuando el Patrimonio Forestal del Estado adquirió los terrenos del valle para su reforestación. Tras años de despoblación, Villanovilla logró salvarse del abandono, gracias a la rehabilitación de sus viviendas.

## Geografía humana

### Demografía
| Gráfica de evolución demográfica de Villanovilla entre 1842 y 1860 |
| |
| Población de derecho según los censos de población del INE Población de hecho según los censos de población del INEEntre el censo de 1857 y el anterior, crece el término del municipio porque incorpora a 22502 (Acín) y 225143 (Larrosa) Entre el censo de 1877 y el anterior, este municipio desaparece porque cambia de nombre y aparece como el municipio 22502 (Acín) |

### Localidad
Datos demográficos de Villanovilla desde 1900:
| 75              | 72 | 73 | 60 | 52 | 48 | 30 | 10 | 6 | 3 | 8 | 11 | 12 |
| (Fuente: IAEST) |    |    |    |    |    |    |    |   |   |   |    |    |

### Antiguo municipio
Datos demográficos del municipio de Villanovilla desde 1842:
| 56            | 346 | 323 | -- | -- | -- | -- | -- | -- |
| (Fuente: INE) |     |     |    |    |    |    |    |    |

- Entre el censo de 1857 y el anterior, crece el término del municipio porque incorpora a Acín y Larrosa.
- Entre el censo de 1877 y el anterior, este municipio desaparece porque cambia de nombre y aparece como el municipio de Acín.
- Datos referidos a la población de derecho, excepto en los censos de 1857 y 1860, que se refieren a la población de hecho.